# Municipio de Richland Grove
El municipio de Richland Grove (en inglés: Richland Grove Township) es un municipio ubicado en el condado de Mercer en el estado estadounidense de Illinois. En el año 2010 tenía una población de 2300 habitantes y una densidad poblacional de 24,27 personas por km².

## Geografía
El municipio de Richland Grove se encuentra ubicado en las coordenadas 41°16′49″N 90°29′12″O / 41.28028, -90.48667. Según la Oficina del Censo de los Estados Unidos, el municipio tiene una superficie total de 94.77 km², de la cual 94,13 km² corresponden a tierra firme y (0,68 %) 0,64 km² es agua.

## Demografía
Según el censo de 2010, había 2300 personas residiendo en el municipio de Richland Grove. La densidad de población era de 24,27 hab./km². De los 2300 habitantes, el municipio de Richland Grove estaba compuesto por el 97,74 % blancos, el 0,52 % eran afroamericanos, el 0,13 % eran amerindios, el 0,83 % eran asiáticos, el 0,26 % eran de otras razas y el 0,52 % eran de una mezcla de razas. Del total de la población el 2 % eran hispanos o latinos de cualquier raza.